# Ianthocincla
Ianthocincla es un género de aves paseriformes en la familia Leiothrichidae.

## Especies
Se reconocen las siguientes especies:
- Ianthocincla ocellata (Vigors, 1831) – charlatán ocelado;
- Ianthocincla maxima (Verreaux, J, 1871) – charlatán gigante;
- Ianthocincla lunulata Verreaux, J, 1871 – charlatán lunado;
- Ianthocincla bieti Oustalet, 1897 – charlatán de Biet;
- Ianthocincla sukatschewi (Berezowski & Bianchi, 1891) – charlatán de Sukatschev;
- Ianthocincla cineracea (Godwin-Austen, 1874) – charlatán ceniciento;
- Ianthocincla rufogularis Gould, 1835 – charlatán golirrufo;
- Ianthocincla konkakinhensis (Eames, JC & Eames, C, 2001) – charlatán orejicastaño.